# ينس مارتن كنودسن
ينس مارتن كنودسن (بالدنماركية: Jens Martin Knudsen)‏ (و. 1930 – 2005 م) هو فيزيائي، وعالم فلك، وعالم فيزياء فلكية، وتربوي، وكاتب سير من الدنمارك .
توفي في كوبنهاغن ، عن عمر يناهز 75 عاماً.

## التعليم
تعلم في جامعة كوبنهاغن

## مناصب وهيئات
أدار جامعة كوبنهاغن.